# میدان زبیر
میدان زبیر، (به عربی: حقل الزبير) از میادین نفتی عراق است، که در غرب شهر بصره قرار دارد.
میدان نفتی زبیر در سال ۱۹۴۹ کشف شد. میزان ذخیره درجای نفت خام این میدان بالغ بر ۴٫۵ میلیارد بشکه برآورد می‌شود. ظرفیت تولید این میدان به‌طور میانگین معادل ۱۹۵ هزار بشکه در روز می‌باشد. پروژه توسعه میدان زبیر توسط کنسرسیومی به رهبری شرکت ایتالیایی انی و با حضور شرکت‌های اکسیدنتال پترولیوم و شرکت گاز کره در حال انجام است، که در پایان طرح توسعه، تولید این میدان به بیش از ۱ میلیون بشکه بالغ خواهد شد.